# Blok mieszkalny przy ul. Wielkopolskiej 43a-43c w Szczecinie
Blok mieszkalny przy ul. Wielkopolskiej 43a-43c – blok mieszkalny wznoszący się na narożniku ulic Śląskiej i Wielkopolskiej, na obszarze szczecińskiego osiedla Centrum, w dzielnicy Śródmieście. Budynek wyróżniony tytułem „Mistera Szczecina” w 1971 r.

## Historia
Blok przy ul. Wielkopolskiej 43a-43c powstał na przełomie lat 60. i 70. XX wieku zgodnie z projektem szczecińskiego architekta Tadeusza Ostrowskiego. Budynek wzniesiono w miejscu zniszczonych w czasie II wojny światowej środkowego i lewego skrzydła kamienicy przy ul. Wielkopolskiej 43. Na początku lat 10. XXI wieku wykonano termomodernizację fasad.

## Opis
Blok składa się z trzech segmentów: dwóch, niższych skrzydeł bocznych oraz głównej części, narożnego wieżowca.

### Skrzydło prawe
Prawe skrzydło budynku przylega z lewej strony do wieżowca, a z prawej do ocalałego prawego skrzydła kamienicy nr 43. Ta część budynku jest pięciokondygnacyjna, jednoosiowa. Z wieżowcem łączy się w sposób płynny poprzez balkony od pierwszego piętra wzwyż. Na parterze znajdują się przejazd bramny oraz kiosk.

### Wieżowiec
Główną część budynku stanowi narożny, 12-kondygnacyjny wieżowiec. Na parterze zaprojektowano pomieszczenia administracyjne. Elewacja boczna od strony ulicy Śląskiej jest czteroosiowa, a od strony Wielkopolskiej dwuosiowa. Elewacja frontowa dzieli się na pięć osi. Cztery pierwsze umieszczono w wykuszu, a piątą po jego prawej stronie. Cechą charakterystyczną wieżowca jest najwyższa, dwunasta kondygnacja w formie nadbudówki nad częścią jedenastej kondygnacji, doświetlona wąskimi okienkami podzielonymi betonowymi wykuszami. Od strony ulicy Wielkopolskiej znajduje się wejście do klatki schodowej.

### Skrzydło lewe
Lewe skrzydło budynku przylega prawą ścianą szczytową do wieżowca, a lewą do kamienicy przy ul. Wielkopolskiej 44. Jest to obiekt czteroosiowy, podzielony wizualnie na trzy części. W części lewej znajdują się wejście do klatki schodowej i dwie osie. Następnie elewacja załamuje się o kąt około 240 stopni. W tej części znajduje się jedna oś. Kolejna część budynku to rodzaj jednoosiowego łącznika między skrzydłem lewym i wieżowcem.